# Panoa contorta
Panoa contorta är en spindelart som beskrevs av Forster 1970. Panoa contorta ingår i släktet Panoa och familjen Desidae. Inga underarter finns listade i Catalogue of Life.